# David G. Berlanga
David Berlanga Guerrero, más conocido como David G. Berlanga (Arteaga, Coahuila; 22 de julio de 1884-Ciudad de México; 1915) fue un militar mexicano que participó en la Revolución mexicana. 

## Labor educativa
Nació en una de las fábricas de La Bella Unión, del municipio Arteaga, Coahuila, el 22 de julio de 1884, siendo hijo de Desiderio Berlanga y de Francisca Guerrero. Estudió en la Escuela Normal para profesores de su estado natal y en la Escuela Normal del Distrito Federal. Justo Sierra lo seleccionó entre varios candidatos para enviarlo pensionado a Europa para estudiar psicología aplicada a la educación. Atendió varios cursos en la Universidad de Berlín, la Universidad de Leipzig y la Universidad de Estrasburgo. 
Se inscribió en la Universidad de París, pero al triunfo del movimiento armado contra Porfirio Díaz, regresó a México con el cargo de director general de Educación en el Gobierno de Rafael Cepeda, en el estado de San Luis Potosí. Con ese cargo creó el Consejo de Educación, instaurando las jubilaciones para los maestros y los comedores escolares, fundó campos deportivos y bibliotecas en las escuelas, construyó nuevos locales y publicó una revista pedagógica.

## Carrera militar
En 1913, al llegar al poder Victoriano Huerta, Berlanga huyó de San Luis Potosí y se unió al Ejército Constitucionalista, sirviendo a las órdenes del general Antonio I. Villarreal que era uno de los principales jefes del general Pablo González Garza. Al terminar la lucha armada, ostentaba el grado de teniente coronel. Reanudó su labor educativa, fue nombrado secretario de Gobierno de Aguascalientes, redactó una ley de estudios llamada Reforma Escolar. Poco más tarde fue delegado a la Convención de Aguascalientes, en representación de Alberto D. Fuentes Dávila, gobernador del mismo estado. Votó por el retiro de Venustiano Carranza, pero al desconocer a Francisco Villa, Rodolfo Fierro lo fusiló en la Ciudad de México, el 8 de diciembre de 1914, por orden de Villa, quien lo consideró un traidor.
Ver "La muerte de David Berlanga", Libro VI, capítulo 2, de El águila y la serpiente, de Martín Luis Guzmán.